# Programme Light Weight Fighter

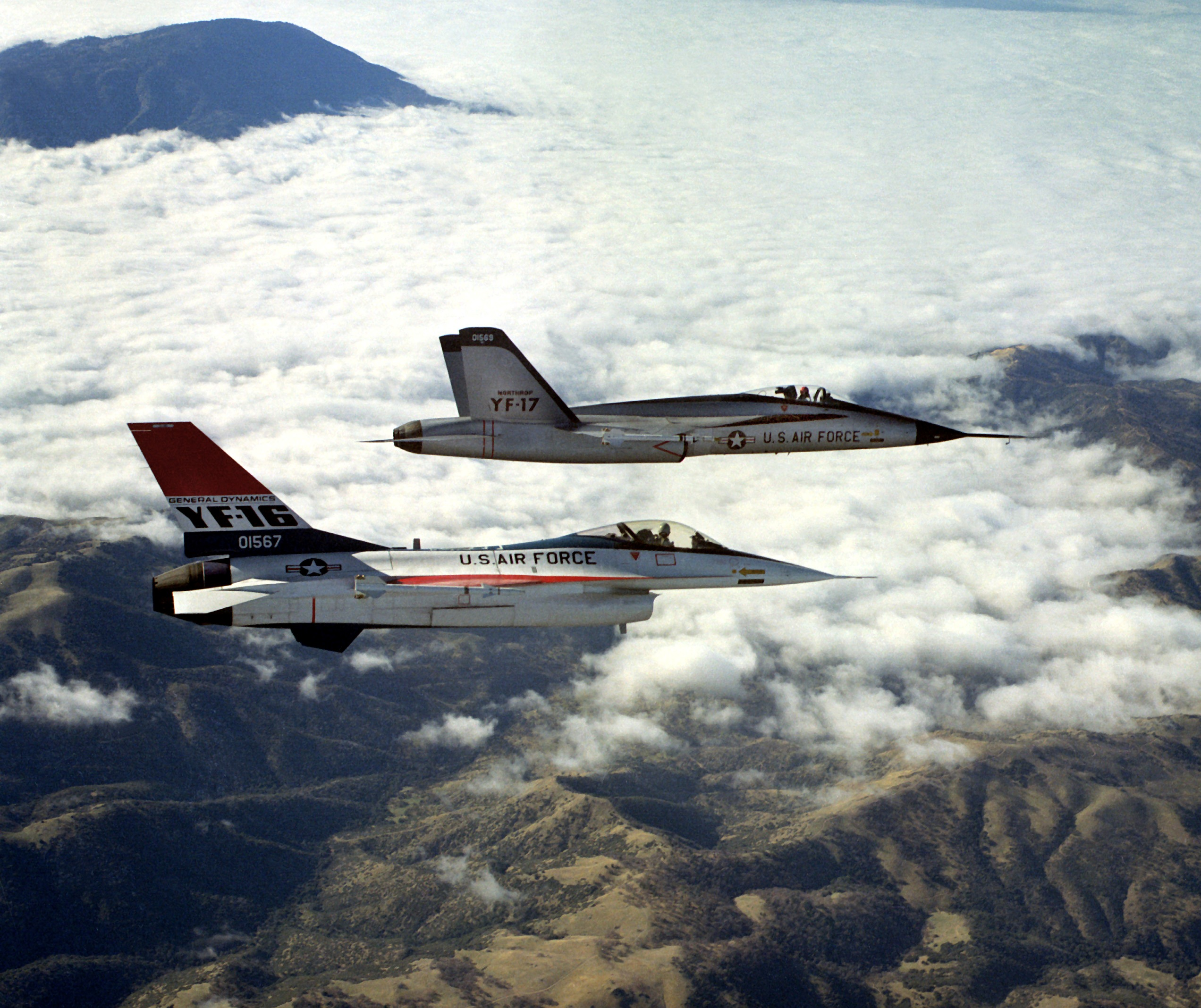
Un Northrop YF-17 Cobra et un YF-16 en vol.

L’origine du programme LWF (Light Weight Fighter, « chasseur léger ») remonte aux années 1960, pendant la guerre du Viêt Nam. L’USAF, malgré des avions très sophistiques, obtenait le ratio le plus bas (1/1) en combat aérien de son existence.
Cela a entrainé, une meilleure formation des pilotes aux combats tournoyant en anglais : Dog fight, et la création d’un groupe d’étude, afin d’analyser les raisons.

## Historique
En 1965, L’USAF avait lancé deux nouveaux programmes :
- ADF Advance Day Fighter (Chasseur diurne avancé)
- FX Fighter Experimental (Chasseur expérimental)

Le premier devait être un appareil tirant les leçons de la guerre du Viêt Nam avec un appareil léger, le second un appareil plus lourd de haute technologie. Mais l’apparition des MiG-23 et MiG-25 en 1967, décida l’USAF à abandonner l’ADF au profit du FX, programme qui donna naissance au F-15 Eagle.

### Climat politique
Dans le même temps l’United States Navy lança le programme VFX (Naval Fighter Experimental) qui aboutit au F-14 Tomcat.
Alors même que les deux avions n’étaient pas encore opérationnels, les politiques s’inquiétèrent de la dérive non seulement des couts, mais aussi des innovations technologiques (Problème de fiabilité des réacteurs, des missiles…), pour eux, ces avions étaient trop sophistiqués par rapport à leurs missions.
Les parlementaires recherchèrent une alternative à ces chasseurs lourds, sophistiqués et chers. L’ensemble du département d’acquisition du département de la Défense (DoD), reçut des attaques en règle du Congrès américain.
Tout le système d’acquisition de matériel militaire du département de la Défense fut revu, vérifié et analysé.
Une commission fut créée afin de contrôler le processus d’acquisition d’armes et en particulier celui de l’USAF. Le programme AX (Nouvel avion d’appui sol, qui donna le  A-10) en subit en premier les conséquences. En effet cette commission obligea tout nouveau constructeur à faire voler l’avion (vérifiant aussi que les besoins étaient atteints), avant que l’USAF valide le contrat en anglais : Fly Before Buy.
Un groupe de travail de l’USAF, créé à la demande du Congrès, entreprit des recherches devant aboutir à une réduction :
- des démarches administratives pour tous les projets
- du volume de papiers, réunions (avant et après projet)
- du volume des groupes de travail et recherches avant projet.

C’est avec cette optique que le DoD lança en 1971 les projets suivants :
- ASMT (Advance Medium Short Takeoff and landing transport) : Appareil moyen de transport STOL
- RPV (Remotely Piloted Vehicule) : Véhicule télécommandé
- RCS (Low Radar Cross Section) Appareil à surface radar réduite, ce programme aboutit en fait au projet Have Blue et au F-117 Night Hawk.
- LWF (Light Weight Fighter)

## Programme Light Weight Fighter (LWF)
En janvier 1971, l’USAF lance officiellement le programme LWF, qui doit répondre à 6 critères primordiaux.
- Les prototypes commandés ne seraient que des prototypes et ne devraient en aucun cas servir de base à un nouvel avion de combat.
- Ces prototypes devaient anticiper les besoins des militaires.
- Ils devraient servir à diminuer les couts de productions des nouveaux appareils de combats.
- Ils devraient inclure une petite part de nouvelles technologies à haut risque, sans mettre à mal le projet.
- Ils devraient être bon marché.
- Ils devront servir à diminuer le cout de solution alternative.

Mais plus encore, ils devaient valider le fait qu’il était possible de construire un chasseur maniable, performant, bon marché, en évaluant ses capacités de combat sans intégrer des techniques de pointe et hors de prix. 

### Fiche programme
Le LWF devait aussi répondre aux caractéristiques suivantes :
- Masse : inférieure à 9 090 kg
- Vitesse : de Mach 1 à Mach 1,2 au niveau de la mer avec capacité à Mach 2 à haute altitude
- Rayon d’action en mission chasse : 416 km (225 milles) sur carburant interne et 1 296 km (700 milles) avec réservoirs supplémentaires.
- Une très bonne maniabilité en régime transsonique et moyenne altitude.
- Capacité d’encaisser plusieurs g en anglais : High G regime.
- Être équipé d’un réacteur fiable ayant déjà fait ses preuves.
- Avioniques : doit être limite à sa mission : Chasse et capacité air-sol.
- Le pilote devra avoir une très bonne visibilité avant et arrière
- Armement :
  - Canon : Fiable à haute vélocité
  - Missile : priorité air-air à faible cout.

Cinq constructeurs présentèrent un projet :
- Vought avec son modèle V-1600 (un dérivé du A-7 et du F-8)
- Lockheed avec son CL-1200 Lancer, lui-même dérivé du X-27, qui dérive du F-104
- Boeing avec son Model 908
- General Dynamics avec son Model 401-16B
- Northrop avec le P-530 (dérivé du F-5E)

Les projets de Vought et Lockheed furent vite éliminés de la compétition. Après d’autres examens le projet de Boeing fut aussi écarté.
Le 13 avril 1972, Northrop et General Dynamics sont choisis et construisent deux prototypes chacun sous la dénomination YF-17 et YF-16.
De 1972 à 1974 les prototypes se livrèrent à une compétition intense.

## OTAN
L’OTAN s’intéressa également à ce projet, car elle cherchait déjà à remplacer une flotte vieillissante de  F-104. L’Organisation du traité de l'Atlantique nord avait enfin réussi à démontrer à quatre de ses membres (la Belgique, les Pays-Bas, le Danemark, et la Norvège, plus tard rejoint par Le Portugal) qu’une flotte aérienne moderne et homogène couterait moins chère, aussi bien à l’achat qu’en termes de maintenance.
Avec un parc à l’origine de plus de 800 avions à remplacer, les deux constructeurs américains, effectuèrent plusieurs démonstrations en Europe dans le cadre du marché du siècle (OTAN 1972-1975). Ces deux appareils furent en compétition pour ce marché avec le Dassault Mirage F1, et le Saab Viggen JA-37.
L’USAF, afin de bénéficier de l’effet de série, changea la dénomination LWF, pour ACF (Advance Combat Fighter) avec une prévision de commande de 650 appareils.
Le YF-16 fut déclaré vainqueur dans les deux programmes, OTAN et ACF au début 1975.
Le YF-17 prit sa revanche au mois de mai 1975 sur une version navalisée du F-16, en devenant le YF-18 (Programme VFAX).

## Sources
- (en) David C. Aronstein et Albert C. Piccirillo, The Lightweight Fighter Program : A Successful Approach to Fighter Technology Transition, Reston, American Institute of Aeronautics and Astronautics, 1996, 59 p. (ISBN 978-1-56347-193-3)